# グドゥッ

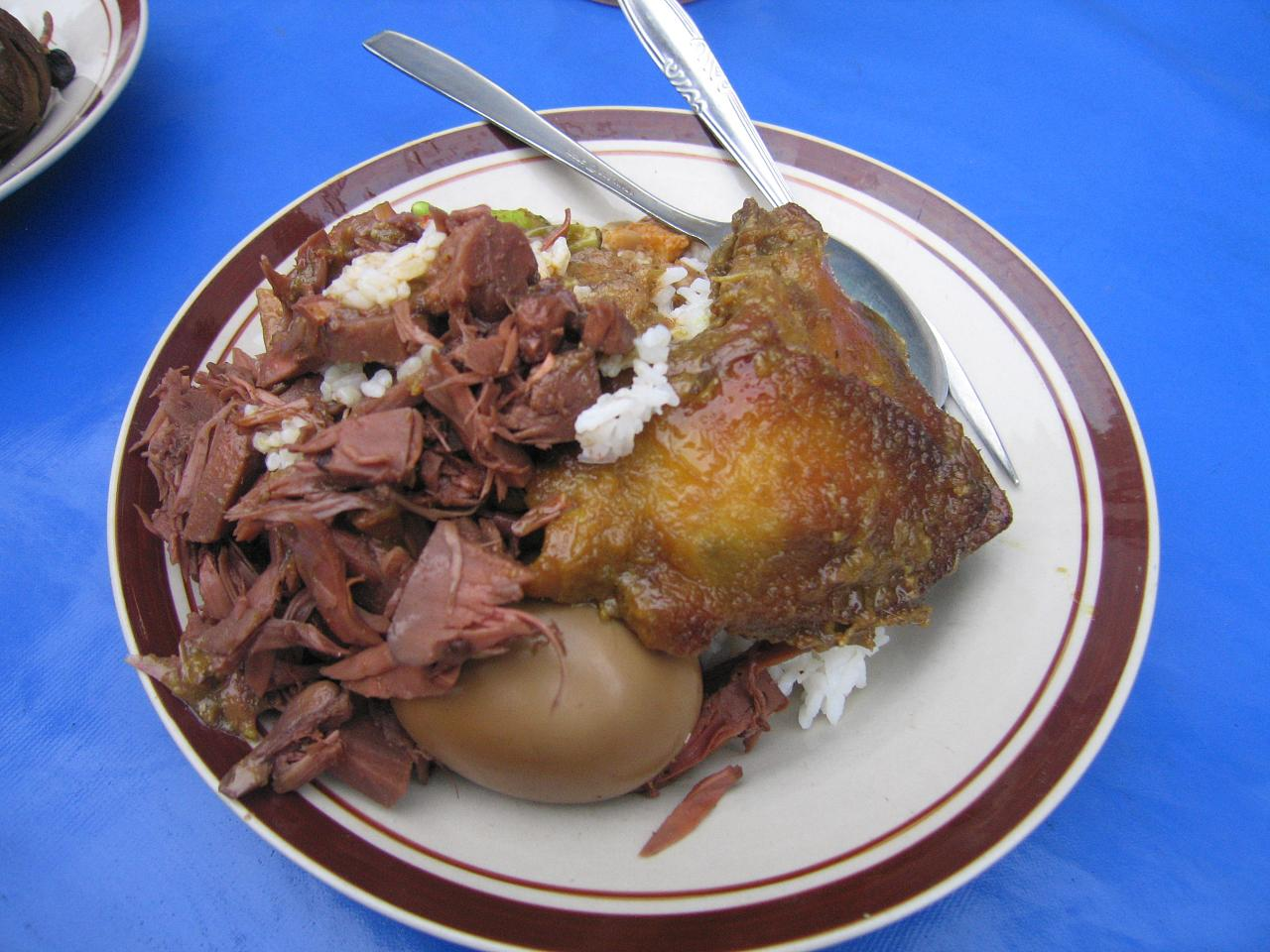
ナシグドゥッ・アヤム

グドゥッ（インドネシア語：gudeg; ジャワ語：gudheg）はジョグジャカルタと中部ジャワ州の伝統的な料理で、若いジャックフルーツ（パラミツ）をココナッツミルクと赤砂糖（パームシュガー）で煮込んだもの。その他に調味料として鶏がらスープ、ニンニク、エシャロット、ククイの実、コリアンダー、ナンキョウ、サラムリーフ、チークの葉などを加える。チークの葉から色が出て完成した料理は茶色になる。
普通、濃いココナッツミルクの汁(インドネシア語：areh)、フライドチキン、茹で卵、豆腐、テンペ、牛皮の煮込み料理（インドネシア語：sambal goreng krecek）などと一緒に白いご飯のおかずとして食べる。
白米に添えたものをナシグドゥッという。ナシグドゥッ・アヤムはさらに鶏肉を添えたものである。
グドゥッはジャワ料理を代表する料理であるが、かなり甘い味付けで知られ、このグドゥッも日本人の普通の感覚だと甘すぎるようなものを出す店も現地にはある。

## 種類
グドゥッには以下の三種類がある。
- 濃いココナッツミルクの汁をかけて食べるグドゥックリン
- 薄いココナッツミルクの汁をかけて食べるグドゥッバサ
- 白いココナッツミルクの汁をかけて食べるグドゥッソロ（スラカルタのグドゥッ）